# Giải bóng đá nữ vô địch quốc gia 1998
Giải bóng đá nữ vô địch quốc gia 1998 là mùa giải đầu tiên của Giải bóng đá nữ vô địch quốc gia do VFF tổ chức mà không có nhà tài trợ. Vòng chung kết của giải diễn ra từ ngày 1 tháng 10 đến ngày 10 tháng 10 năm 1998 tại Hà Nội và Hà Tây.

## Bối cảnh
Bóng đá nữ từng xuất hiện ở Việt Nam từ khá sớm. Ngày 2 tháng 7 năm 1933, báo chí đã ghi nhận trận đấu bóng đá giữa 2 đội nữ Cái Vồn và Xóm Chai diễn ra tại Nam Bộ. 
Từ những năm cuối thế kỷ 20, nhiều đội bóng đá nữ đã ra đời và từng bước từ phong trào đã mang tính chuyên nghiệp. Năm 1998, Giải vô địch bóng đá Nữ Quốc gia lần đầu được tổ chức đã có 14 đội tham dự thi đấu vòng loại để chọn ra 7 đội tham dự vòng chung kết tổ chức tại Hà Nội và Hà Tây. Vòng 1 được chia làm 2 bảng thi đấu vòng tròn 1 lượt, chọn mỗi bảng 2 đội đứng đầu để vào bán kết, 2 đội thắng trong 2 trận bán kết sẽ thi đấu trận chung kết.

## Cách tính điểm, xếp hạng
Các đội được 3 điểm cho một trận thắng, 1 điểm cho một trận hòa, 0 điểm cho một trận thua; tính tổng số điểm của các đội đạt được để xếp thứ hạng.
Nếu có từ hai đội trở lên bằng điểm nhau, thứ hạng các đội sẽ được xác định như sau:
- Trước hết sẽ tính kết quả của các trận đấu giữa các đội đó với nhau theo thứ tự:
  - Tổng số điểm
  - Hiệu số bàn thắng thua.
  - Tổng số bàn thắng
- Đội nào có chỉ số cao hơn sẽ xếp trên.
- Nếu các chỉ số trên vẫn bằng nhau, ban tổ chức sẽ tiến hành bốc thăm để xác định thứ hạng của các đội. Trong trường hợp chỉ có hai đội có các chỉ số trên bằng nhau và còn thi đấu trên sân thì sẽ tiếp tục thi đá luân lưu 11m để xác định đội xếp trên.

## Vòng bảng

### Bảng A
| VT | Đội           | ST | T | H | B | BT | BB | HS  | Đ | Giành quyền tham dự |
| -- | ------------- | -- | - | - | - | -- | -- | --- | - | ------------------- |
| 1  | Hà Nội        | 3  | 3 | 0 | 0 | 16 | 2  | +14 | 9 | Lọt vào Bán kết     |
| 2  | Than Việt Nam | 3  | 1 | 0 | 2 | 9  | 4  | +5  | 3 | Lọt vào Bán kết     |
| 3  | Quảng Nam     | 3  | 1 | 0 | 2 | 2  | 13 | −11 | 3 |                     |
| 4  | Tiền Giang    | 3  | 1 | 0 | 2 | 2  | 10 | −8  | 3 |                     |

| Than Việt Nam | 2–3 | Hà Nội |
| ------------- | --- | ------ |
|               |     |        |

| Quảng Nam | 2–1 | Tiền Giang |
| --------- | --- | ---------- |
|           |     |            |

| Than Việt Nam | 7–0      | Quảng Nam |
| ------------- | -------- | --------- |
|               | Chi tiết |           |

| Hà Nội | 8–0      | Tiền Giang |
| ------ | -------- | ---------- |
|        | Chi tiết |            |

| Hà Nội | 5–0 | Quảng Nam |
| ------ | --- | --------- |
|        |     |           |

| Tiền Giang | 1–0 | Than Việt Nam |
| ---------- | --- | ------------- |
|            |     |               |

### Bảng B
| VT | Đội                   | ST | T | H | B | BT | BB | HS | Đ | Giành quyền tham dự |
| -- | --------------------- | -- | - | - | - | -- | -- | -- | - | ------------------- |
| 1  | Thành phố Hồ Chí Minh | 2  | 2 | 0 | 0 | 4  | 1  | +3 | 6 | Lọt vào Bán kết     |
| 2  | Hà Tây                | 2  | 1 | 0 | 1 | 5  | 3  | +2 | 3 | Lọt vào Bán kết     |
| 3  | Quận Ba Đình          | 2  | 0 | 0 | 2 | 1  | 6  | −5 | 0 |                     |

| Thành phố Hồ Chí Minh | 2–0 | Quận Ba Đình |
| --------------------- | --- | ------------ |
|                       |     |              |

| Hà Tây | 1–2      | Thành phố Hồ Chí Minh |
| ------ | -------- | --------------------- |
|        | Chi tiết |                       |

| Quận Ba Đình | 1–4 | Hà Tây |
| ------------ | --- | ------ |
|              |     |        |

## Bán kết
| Thành phố Hồ Chí Minh | 3–2 | Than Việt Nam |
| --------------------- | --- | ------------- |
|                       |     |               |

| Hà Nội | 6–0 | Hà Tây |
| ------ | --- | ------ |
|        |     |        |

## Chung kết
| Hà Nội                                          | 3–0      | Thành phố Hồ Chí Minh |
| ----------------------------------------------- | -------- | --------------------- |
| Nguyễn Thị Hà 11' · Bùi Thị Hiền Lương 16', 41' | Chi tiết |                       |

## Kết quả
- Vô địch: Hà Nội
- Hạng Nhì: Thành phố Hồ Chí Minh
- Hạng Ba: Than Việt Nam và Hà Tây
- Cầu thủ xuất sắc nhất giải: Bùi Thị Hiền Lương (Hà Nội).
- Vua phá lưới: Bùi Thị Hiền Lương (Hà Nội) với 8 bàn thắng.